# Sisyrinchium pringlei
Sisyrinchium pringlei là một loài thực vật có hoa trong họ Diên vĩ. Loài này được B.L.Rob. & Greenm. miêu tả khoa học đầu tiên năm 1894.